# Цыганов, Александр Риммович
Алекса́ндр Риммович Цыганов (род. 15 ноября 1953) — белорусский агрохимик, агроэколог, историк высшего аграрного образования, доктор сельскохозяйственных наук, профессор, академик НАН Беларуси, иностранный член РАН, лауреат Государственной премии Республики Беларусь (2003), заслуженный деятель науки Республики Беларусь (2021).

## Биография
Родился 15 ноября 1953 года в городе Горки Могилёвской области, БССР в семье доцентов Белорусской государственной сельскохозяйственной академии.
Окончил в 1975 году Белорусский государственный университет. С 1975 г. — учитель химии СШ № 2 г. Горки.
В 1978—1981 годах занимался в аспирантуре Белорусского государственного университета при кафедре аналитической химии под руководством докторов химических наук, профессоров Г. Л. Старобинца и Е. М. Рахманько.
В 1981 году досрочно, до окончания срока обучения в аспирантуре защитил кандидатскую диссертацию на соискание степени кандидата химических наук на тему: «Анионообменная экстракция галогенидных комплексов висмута и кадмия четвертичными аммониевыми солями и её аналитическое применение».
С 1978 года — ассистент кафедры БГУ, с 1981 года ассистент, старший преподаватель кафедры неорганической и аналитической химии Белорусской государственной сельскохозяйственной академии.
В 1984 году избран заведующим кафедрой органической и общей химии Белорусской государственной сельскохозяйственной академии.
В 1993 году назначен первым проректором, а с 1995 года — ректором Белорусской государственной сельскохозяйственной академии.
В 1996 году защитил докторскую диссертацию на соискание учёной степени доктора сельскохозяйственных наук в виде научного доклада на тему: «Теоретическое обоснование и использование жидких ионообменных экстракционных систем в агрохимических исследованиях». Профессор с 1997 года.
С 2008 года — заместитель Председателя Президиума Национальной академии наук Республики Беларусь. С 2012 года по настоящее время проректор по учебной работе и международному сотрудничеству Белорусского национального технического университета.
Академик Национальной академии наук Беларуси (2009; чл.-корр. с 2003). Академик Российской академии сельскохозяйственных наук (2007). Член-корреспондент Академии аграрных наук Республики Беларусь (1999—2002), Иностранный член РАН (2013).

## Вклад в науку
Научные исследования в области разработки экспрессивных методов и методик анализа качества сельскохозяйственной продукции и объектов окружающей среды, агрохимических приёмов получения экологически чистой продукции растениеводства, педагогики и истории высшего аграрного образования.
Под его руководством созданы и внедрены агрохимические приёмы получения экологически чистой продукции растениеводства, оригинальные аналитические методики определения тяжёлых металлов, пестицидов и нитратов в сельскохозяйственной продукции и объектах окружающей среды.
А. Р. Цыгановым опубликовано свыше 800 научных и методических работ, в том числе 80 — в странах дальнего зарубежья (США, Великобритания, ФРГ, Италия, Австрия, Швеция, Польша, Чехия).
Он имеет 23 авторских свидетельства и патента.
Под его руководством защищено 2 докторских и 7 кандидатских диссертаций.

## Признание
- доктор сельскохозяйственных наук
- профессор
- академик НАН Беларуси
- академик РАН России
- академик Белорусской инженерной академии
- академик Белорусской инженерно-технологической академии
- академик Академии аграрного образования России, Украинской национальной академии экологических технологий
- академик Международной академии изучения национальных меньшинств
- почётный доктор Московской сельскохозяйственной академии им. К. А. Тимирязева (2004), Армянского государственного сельскохозяйственного университета (2007), Волгоградской государственной сельскохозяйственной академии (2006), Национального аграрного университета Казахстана(2007).
- председатель Совета Международного Союза агрохимиков и агроэкологов стран СНГ.

## Награды
- Государственная премия Республики Беларусь 2002 года за цикл работ «Создание комплекса учебной литературы по агрохимии для высших и средних специальных сельскохозяйственных учебных заведений»
- Премия Национальной академии наук Беларуси (2005)
- Заслуженный деятель науки Республики Беларусь (2021)
- Отличник образования Республики Беларусь
- Почётные грамоты Национального собрания Республики Беларусь, Министерства сельского хозяйства Российской Федерации, Министерства сельского хозяйства и продовольствия Республики Беларусь, Госкомитета по науке и технологиям Республики Беларусь, Министерства образования Республики Беларусь, Министерства природных ресурсов и охраны окружающей среды Республики Беларусь, Национальной академии наук Беларуси, Академии аграрных наук Республики Беларусь, Всесоюзной академии сельскохозяйственных наук, Фонда фундаментальных исследований Республики Беларусь, ВАК Республики Беларусь
- Медаль высшей агрономической школы г. Тулузы (Франция)
- Медаль Щецинской сельскохозяйственной академии (Польша)
- Медаль Кембриджского университета (Великобритания)
- Золотой почётный нагрудный знак Государственного университета по землеустройству (Российская Федерация)
- Золотая медаль Белорусской инженерной академии
- Золотая медаль им. К. А. Тимирязева
- Звание «Международный Человек года» Международного биографического центра Кембриджа (Великобритания)